# Patrick Deville
Patrick Deville (sinh ngày 14 tháng 12 năm 1957) là nhà văn người Pháp.

## Cuộc đời
Sau khi nghiên cứu môn văn học đối chiếu và triết học ở Đại học Nantes, năm 23 tuổi, Patrick Deville làm tùy viên văn hóa ở Vùng Vịnh, hai năm sau ông giảng dạy triết ở hải ngoại.
Trong thập niên 1980, Patrick Deville đến sống ở Trung Đông, Nigeria, và Algérie. Trong thập niên 1990, ông sống ở Cuba trong một thời gian và học tiếng Tây Ban Nha, sau đó đến Uruguay và khu vực Trung Mỹ. Trong thời gian này ông thường xuyên về Pháp để xuất bản sách.
Năm 1996, Deville thành lập Giải Văn học Trẻ Mỹ Latin, và tạp chí Meet ngôi nhà của những nhà văn ngoại quốc và các dịch giả.
Năm 2011, quyển Kampuchea của Deville được tạp chí Lire chọn là tiểu thuyết Pháp hay nhất trong năm.
Một tác phẩm khác của Deville, Peste et Choléra (tiểu sử Alexandre Yersin), được vào chung khảo Giải Goncourt, Giải của các giải văn học (Le Prix des Prix littérairs), Giải tiểu thuyết của tập đoàn Fnac (Prix du roman Fnac) và đoạt giải Femina năm 2012.
Các tác phẩm của Patrick Deville đã được dịch ra hơn mười ngôn ngữ khác nhau.

## Tác phẩm
- Cordon-bleu, Editions de Minuit 1987 ISBN 9782707311207
  - Das Perspektiv. Rowohlt Verlag GmbH, 1989, ISBN 9783498012816
  - El Catalejo, Translator Javier Albiñana, Anagrama, 1990, ISBN 9788433931863
- Le Feu d'artifice, Editions de Minuit 1992 (The Fireworks) ISBN 9782707314208
  - Los Fuegos artificiales, Edicions 62, 1994, ISBN 9788429737332
  - 花火, 白水社, 1994, ISBN 9784560043264
- La Femme parfaite,, Editions de Minuit 1995 (The perfect woman) ISBN 9782707315076
- Ces deux-là, Editions de Minuit, 2000 (These two)
- Pura vida: vie & mort de William Walker, Seuil, 2004 (Pure Life: Life and death of William Walker) ISBN 9782020628778
  - Pura vida: Vida y muerte de William Walker, Seix Barral, 2005, ISBN 9788432227875
- La Tentation des armes à feu, Seuil, 2006 (The Temptation of firearms) ISBN 9782020798303
- Equatoria, Seuil, 2009, ISBN 9782020906807
- Kampuchéa, Seuil, 2011, ISBN 9782021056723
- Vie et mort sainte Tina l'exilée, editions publie.net, 2011 (Life and holy death in exile Tina)
- Peste et Choléra, (Yersin: Dịch hạch & thổ tả), 2012. [Plague and Cholera] ISBN 978-2-02-107720-9